# Christo Daskałow
Christo Daskałow (bułg. Христо Даскалов, ur. 18 lutego 1903 w miejscowości Wyglewce w Obwodzie Wielkie Tyrnowo, zm. 6 maja 1983 w Sofii) – bułgarski genetyk i hodowca roślin.
W 1946 został profesorem warzywnictwa na uniwersytecie w Płowdiwie, którego 1948-1949 i ponownie 1950-1952 był rektorem. W 1948 został członkiem Bułgarskiej Akademii Nauk, w 1962 członkiem zagranicznym PAN, a 1 czerwca 1976 członkiem zagranicznym Akademii Nauk ZSRR. Prowadził badania m.in. nad heterozją u roślin uprawnych. Wyhodował ponad 25 odmian roślin warzywnych. Napisał wiele prac naukowych, a także podręczniki.